# فوکر ۷۰

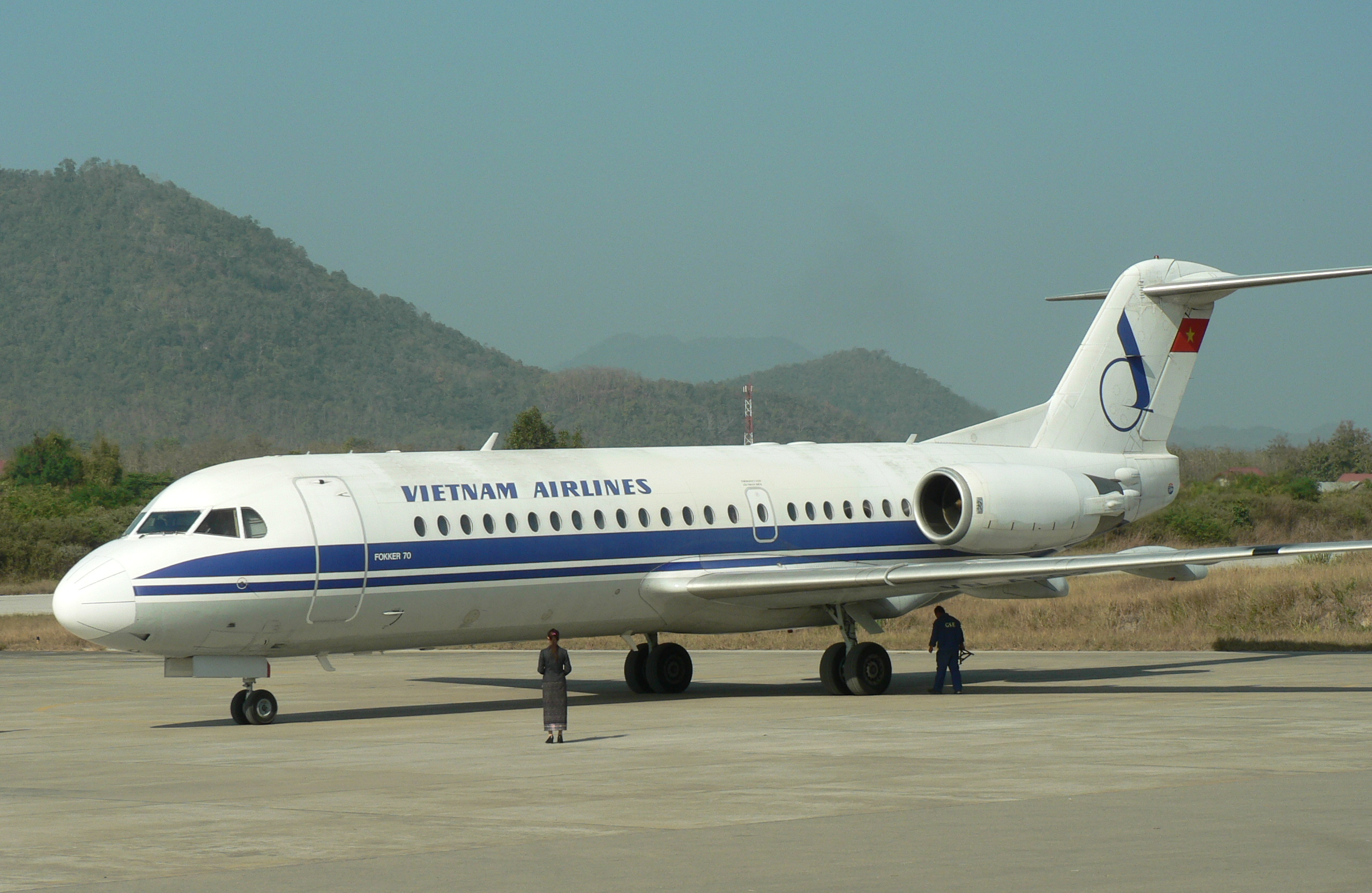
فوکر ۷۰ هواپیمایی ویتنام.

فوکر ۷۰ Fokker ۷۰ یک هواپیمای مسافربری ساخته شرکت فوکر کشور هلند است. این هواپیما از سال ۱۹۹۴ روانه بازار شد. این هواپیماها مدل کوچکتری از فوکر ۱۰۰ هستند .

## مشخصات
فوکر ۷۰ دارای دو موتور توربوفن در دو سوی انتهای بدنه‌است.
- فاصله نوک دو بال: ۲۸٫۱ متر
- طول: ۳۰٫۱ متر
- ارتفاع: ۸٫۵ متر
- ظرفیت مسافر: ۸۰ نفر
- بیشینه سرعت: ۷۴۳ کیلومتر بر ساعت
- محدوده پرواز: ۲۰۴۰ کیلومتر

منبع:.

## مدل‌ها
- Fokker ۷۰ مدل استاندارد مسافربری با ظرفیت ۷۹ مسافر.
- Executive Jet ۷۰ هواپیمای شاتل.
- Executive Jet ۷۰ER هواپیمای شاتل با محدوده پرواز بیشتر.